# Isaura Morais
Isaura Maria Elias Crisóstomo Bernardino Morais (19 de junho de 1966) é uma deputada e política portuguesa. Atualmente, desempenha as funções de deputada à Assembleia da República e Vice-Presidente do Grupo Parlamentar do PSD. Tem uma licenciatura em Gestão de Recursos Humanos. Desempenhou a função de Vice-Presidente da Comissão Política Nacional do Partido Social Democrata na presidência de Rui Rio.
Foi presidente da Câmara Municipal de Rio Maior durante 10 anos, entre 2009 e 2019.